# Вуль, Ефим Давидович
Ефи́м Дави́дович Вуль (30 ноября 1894—1951) — советский государственный деятель.

## Биография
Родился 30 ноября 1894 года в Черкассах в семье житомирского мещанина Дувида Михелевича Вуля и Леи Вуль. Родители заключили брак в 1893 году в Каневе. Брат Михаила и Леонида Вулей.
Учился в Московском энергетическом институте, но не окончил его.
В 1917 году стал членом РСДРП(б). Участвовал в Гражданской войне — был командиром батальона 2-го стрелкового полка. Был награждён орденом Красного Знамени РСФСР (приказ РВСР № 241: от 1920 года). В июле 1922 года уволился из РККА.
В 1923 году Ефим Вуль, будучи начальником охраны Государственного управления Москвы и области при МЧК был осуждён коллегией ОГПУ за должностные преступления. В этом же году выбыл из партии. 28 сентября 1925 года освобождён.
С 1933 года работал в системе ГУЛАГа:
- с 12 февраля 1933 года по 3 июля 1937 года — начальник 3-го отделения, начальник участка Северного района, начальник Икшанского района Дмитлага;
- с 3 июля 1937 года по 15 августа 1937 года — начальник отдельного Икшанского участка Дмитлага;
- с 16 августа 1937 года по 10 декабря 1938 года — начальник управления Локчимлага НКВД СССР, начальник лагеря.

Уволен из органов приказом НКВД СССР № 2499 от 10 декабря 1938 года (без звания). 2 июля 1940 года был арестован, но освобождён. Работал коммерческим директором артели «Радио-Фронт» в Москве. В 1942 году снова был арестован и получил 8 лет лагерей.
В 1950 году вышел на свободу. В 1951 году вновь был арестован в Москве за «нарушение паспортного режима» и сослан в Казахскую ССР, где умер в 1951 году. Был реабилитирован в 1956 году.
Был женат, имел двоих детей — Давида и Михаила (Михаил Ефимович Вуль-Веснин, известный театральный режиссер и педагог). Внук Леонид был советским диссидентом.